# Liste der Biografien/Ere
Liste der Biografien |
Portal Biografien |
Personensuche
# |
A |
B |
C |
D |
E |
F |
G |
H |
I |
J |
K |
L |
M |
N |
O |
P |
Q |
R |
S |
T |
U |
V |
W |
X |
Y |
Z |
?
 
Ea |
Eb |
Ec |
Ed |
Ee |
Ef |
Eg |
Eh |
Ei |
Ej |
Ek |
El |
Em |
En |
Eo |
Ep |
Eq |
Er |
Es |
Et |
Eu |
Ev |
Ew |
Ex |
Ey |
Ez
 
Era |
Erb |
Erc |
Erd |
Ere |
Erf |
Erg |
Erh |
Eri |
Erj |
Erk |
Erl |
Erm |
Ern |
Ero |
Erp |
Err |
Ers |
Ert |
Eru |
Erv |
Erw |
Erx |
Ery |
Erz
Die Liste der Biografien führt alle Personen auf, die in der deutschsprachigen Wikipedia einen Artikel haben. Dieses ist eine Teilliste mit 59 Einträgen von Personen, deren Namen mit den Buchstaben „Ere“ beginnt.

## Ere

### Ered
- Erede, Alberto (1909–2001), italienischer Dirigent
- Eredi, Francesco, italienischer Komponist, Kapellmeister und Musikpädagoge
- Erédia, Manuel Godinho de (1563–1623), malaiisch-portugiesischer Autor und Kartograph

### Ereg
- Eregbu, Obinna (* 1969), nigerianischer Weitspringer
- Erege, Emeka (* 1978), nigerianisch-deutscher Basketballspieler

### Erek
- Erek, Cevdet (* 1974), türkischer Konzeptkünstler und Musiker
- Erekat, Saeb (1955–2020), palästinensischer Politologe, Politiker (Fatah) und Diplomat
- Erekle II. (1720–1798), georgischer König

### Erel
- Erel, Atilla (* 1991), österreichischer Fußballspieler
- Erel, Berk (* 1997), türkischer Fußballspieler
- Erel, Ismail (* 1971), deutsch-türkischer Investigativjournalist und Zeitungschef
- Erel, Korhan (* 1973), türkischer Komponist und Musiker
- Erel, Shlomo (1916–1996), israelischer Verleger
- Erel, Yankı (* 2000), türkischer Tennisspieler
- Ereli, Joske (1921–2014), israelischer Geschäftsführer und Fremdenverkehrsdirektor des Kibbuz En Gedi
- Erelt, Mati (1941–2024), estnischer Sprachwissenschaftler

### Erem
- Ereman, Wernher, Schweizer Politiker
- Erembert, Bischof von Freising
- Eremenko, Alexandre (* 1954), US-amerikanischer Mathematiker
- Eremenko, Alexei (* 1983), finnischer Fußballspieler
- Eremenko, Roman (* 1987), finnischer Fußballspieler
- Eremet, Mikhail (1949–2024), sowjetischer und belarussischer Physiker
- Eremia, Alexandra (* 1987), rumänische Kunstturnerin

### Eren
- Eren, Ahmet Nuri (1918–2000), türkischer Botschafter und Journalist
- Eren, Ayça (* 1986), türkische Schauspielerin
- Eren, Emrah (* 1978), türkischer Fußballspieler
- Eren, Erdal († 1980), türkischer Schüler und Hinrichtungsopfer
- Eren, Halil İbrahim (* 1956), türkischer Fußballspieler und Fußballtrainer
- Eren, Kemal (* 2004), deutscher Fußballspieler
- Eren, Orhan (1922–2017), türkischer Politiker
- Erenburg, Sergey (* 1983), israelischer Schachspieler
- Erener, Sertab (* 1964), türkische PopsängerinSertab Erener (* 1964)

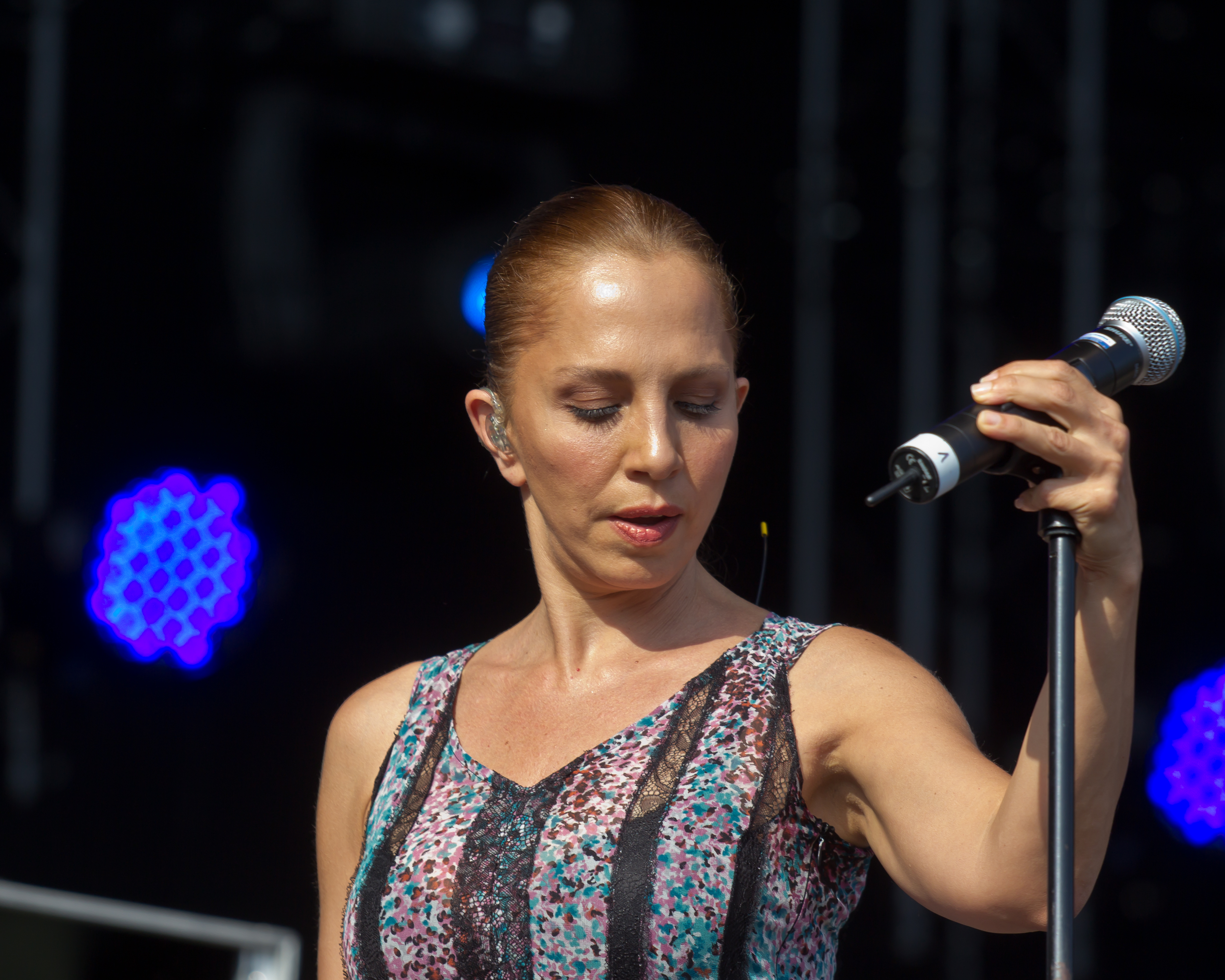
Sertab Erener (* 1964)

- Erenfridus, Priester und Abt des Klosters Marienfeld
- Erenfried II., rheinischer Adliger aus der Familie der Ezzonen
- Ereng, Paul (* 1967), kenianischer Leichtathlet und Olympiasieger
- Erenli, Şeyma (* 1988), australisch-türkische Fußballspielerin
- Erenoğlu, Can (* 1953), türkischer Vizeadmiral
- Ereñozaga, Gabino (* 1942), spanischer Radrennfahrer
- Erens, Jo (1928–1955), niederländischer Volkssänger
- Erens, Oliver (* 1967), deutscher Arzt und Zauberkünstler
- Ereńska-Barlo, Hanna (* 1946), polnische Schachspielerin
- Erentrudis von Salzburg († 718), Benediktinerin, Heilige
- Erentürk, Erhan (* 1995), türkischer Fußballtorhüter

### Erer
- Erer, Conrad († 1539), deutscher Bürgermeister der Reichsstadt Heilbronn
- Erer, Hans der Ältere († 1428), Bürgermeister von Heilbronn
- Erer, Hans der Jüngere († 1480), Bürgermeister der Reichsstadt Heilbronn (1432–1468)
- Erer, Johann († 1503), Bürgermeister der Reichsstadt Heilbronn
- Erer, Philipp († 1562), deutscher Jurist
- Erer, Ramize (* 1963), türkische Cartoonistin, Karikaturistin, Comic-Zeichnerin, Malerin, Autorin und Feministin

### Eres
- Eres, Florian (* 1998), österreichischer Fußballspieler

### Eret
- Eretescu, Constantin (* 1937), rumänischer Ethnologe und Schriftsteller
- Eretová, Květa (1926–2021), tschechische Schachmeisterin
- Eretria-Maler, griechischer Vasenmaler

### Erev
- Erevanian, Armenak (1915–1996), armenisch-französischer Fußballspieler
- Erevik, Ole (* 1981), norwegischer Handballspieler

### Erew
- Erewa, Robin (* 1991), deutscher Leichtathlet

### Erez
- Erez, Ali Mesut (1922–2011), türkischer Politiker, Abgeordneter, Senator und Minister
- Erez, Daphne Barak (* 1965), israelische Juristin und Professorin, Richterin am Obersten Gerichts Israels
- Erez, Noga (* 1989), israelische Sängerin, Songwriterin und MusikproduzentinNoga Erez (* 1989)

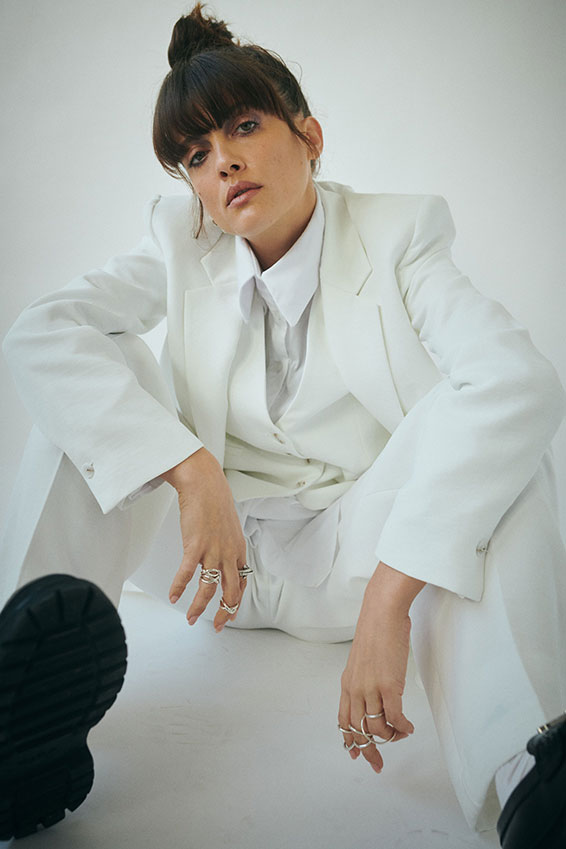
Noga Erez (* 1989)